# My heart (Neil Young)
My heart is een lied dat werd geschreven door Neil Young. Samen met Crazy Horse bracht hij het in 1994 uit op hun album Sleeps with angels.
Er werden cd-singles uitgebracht in verschillende landen zoals Duitsland en Australië. Op deze singles stonden de volgende nummers:
1. My heart - 2:45
2. Tired eyes - 4:38
3. Roll another number (For the road) - 3:02

De Amerikaanse actrice en zangeres Audra McDonald coverde het nummer in 2006 op haar album Build a bridge.

## Tekst en muziek
My heart is een folk-ballad waarin Young zijn leadzang op de piano ondersteunt met een eensklinkende melodie. Tussen de coupletten door neemt hij met de piano de lead over. Naast enkele geluidseffecten van een synthesizer begeleidt Crazy Horse hem met achtergrondzang.
Inhoudelijk past dit nummer binnen het thema van de andere nummers op Sleeps with angels dat in het teken staat van Kurt Cobain, de voorman van Nirvana die zich enkele maanden eerder van het leven beroofde. De verwijzing is echter subtiel, met I've got to get somewhere, en I've got to keep my heart, gevolgd door It's not too late. Daarnaast vertelt hij zijn geliefde: My love, I will give to you it's true.